# 梁紹震
梁紹震（16世紀—17世紀），字原東，廣東廣州府順德縣桂林人，明朝政治人物。

## 生平
梁紹震是隆慶元年（1567年）丁卯科舉人，五年（1571年）中會試副榜，授臨淮教諭，萬曆四年（1576年）擔任山西鄉試同考官，七年（1579年）擔任江西鄉試同考官，兩次都取錄不少名士，陞任國子監博士，蕭良有、蕭良譽皆出自他門下。之後他外調河池知州、平樂同知都有名聲，回鄉後寫下《正學論》教育子孫，又有《緒昌堂稿》流傳。他平生不曾傲慢待人，與歐大任、黎民懷結社，稱「泰臺夫子」，去世後入祀鄕賢祠，平樂入祀名宦祠。子梁夢環，萬曆癸丑進士，魏忠贤党羽。

## 引用
1. 1 2  咸豐《順德縣志·卷二十四·列傳四》：梁紹震，字原東，桂林人，蚤年苦學食餼，隆慶丁卯領鄕薦，辛未中乙榜，署淮安【臨淮】教諭，萬厯丙子就聘同考山西，己卯復就江右，並得名下士，陞監博士，學士蕭良友、良譽皆出其門，尋遷牧河池、佐郡平樂皆有聲，歸作《正學論》示子孫，生平未嘗少有倨容，常與歐楨伯、黎惟仁輩結社，稱泰臺夫子，旣卒祀鄕賢，平樂人祀之名宦。
2. ↑  乾隆《鳳陽縣志·卷五·職官上》：原臨淮縣儒學教諭……梁紹震 廣東順德人，舉人，萬厯二年任
3. ↑  乾隆《廣州府志·卷三十五·循吏二》：梁紹震，字原東，隆慶丁卯領鄉薦，辛未乙榜，署淮安【臨淮】教諭，當事聞紹震名，丙子山西聘同考，江右所拔多名士。升國學博士，蕭良友、良譽皆出其門，及遷牧河池、佐郡平樂皆有政聲，歸田作《正學論》以示子孫，鄉人咸稱泰臺夫子，有《緒昌堂稿》，平樂列名宦，郡列鄉賢。